# 1782 en architecture
| Années de l'architecture : 1779 - 1780 - 1781 - 1782 - 1783 - 1784 - 1785    |
| Décennies de l'architecture : 1750 - 1760 - 1770 - 1780 - 1790 - 1800 - 1810 |

Cet article présente les faits marquants de l'année 1782 en architecture.

## Événements
- Décembre : Étienne-Louis Boullée renonce en faveur d'Alexandre-Théodore Brongniart à ses fonctions de contrôleur des bâtiments de l'École militaire et d'architecte des Invalides.

## Récompenses
- Prix de Rome : Antoine Laurent Thomas Vaudoyer.

## Naissances
- 7 décembre : André Chatillon, architecte français († 11 septembre 1859).

## Décès
- 23 mai : Joseph-Marie de Saget, architecte français, actif à Toulouse et dans le Languedoc (° 1725).
- 1er novembre : Jean-Charles Colombot, architecte français, actif à Besançon (° 14 avril 1719).